# Luis Procuna
Luis Procuna Montes était un matador mexicain né à Mexico (Mexique) le 23 juillet 1923 et décédé dans un accident d'avion le 10 août 1995.

## Présentation
Il débute à Mexico le 21 juillet 1941. Il réalisera une grande faena le 15 février 1953 dans la Monumentale de Mexico, face au toro « Polvorito », avec lequel il coupera les deux oreilles et la queue.
Il décède le 10 août 1995 dans un accident d'avion à El Salvador. Sa carrière inégale lui a valu de grands triomphes, mais aussi de grandes déceptions. Il est l'inventeur d'une passe de muleta : la Sanjuanera à laquelle on a rajouté son nom : la Sanjuanera de Procuna.
Un film documentaire mexicain (Torero) réalisé par Carlos Velo en 1957 relate la vie du torero qui interprète son propre rôle aux côtés de Carlos Arruza et de Manolete. Le film a été nommé pour l'Oscar du meilleur film documentaire en 1958.